# Adam och Eva 17

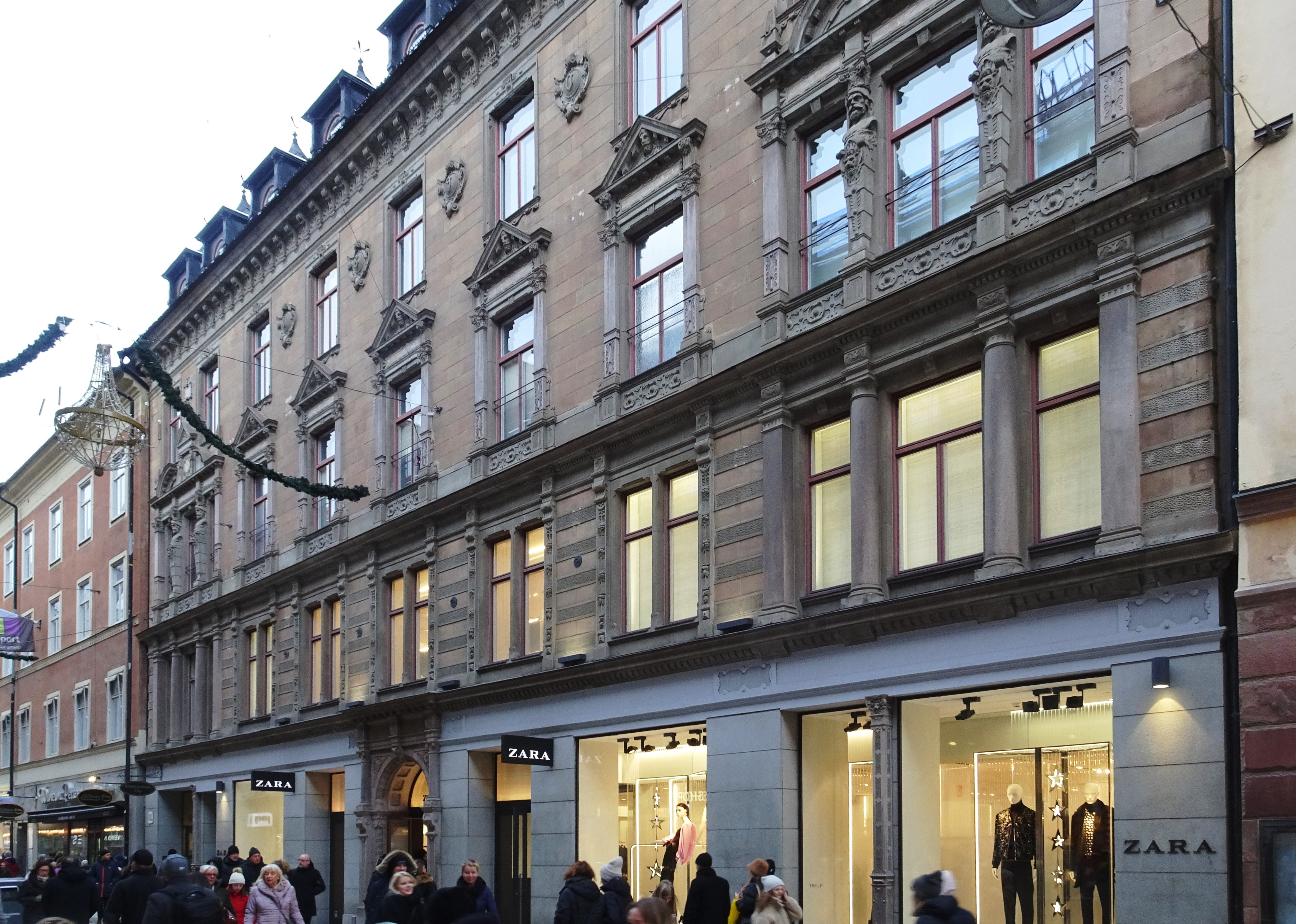
Drottninggatan 68, vy norrut, december 2019.

Adam och Eva 17 (tidigare även kallat John Wall-huset) är en fastighet med adress Slöjdgatan 9 respektive Drottninggatan 68 i kvarteret Adam och Eva på Norrmalm i Stockholm. I fastigheten låg mellan 1890 och 1990 John Walls järnaffär. Efter en storbrand 1990 byggdes fastigheten om till inköpsgallerian ”Adam & Eva Galleria”. För närvarande (2019) ligger en av modekedjan Zaras filialer i huset.  Fastigheten är grönmärkt enligt Stadsmuseets klassificeringssystem, vilket innebär att den bedöms vara "särskilt värdefulla från historisk, kulturhistorisk, miljömässig eller konstnärlig synpunkt".

## Byggnadsbeskrivning

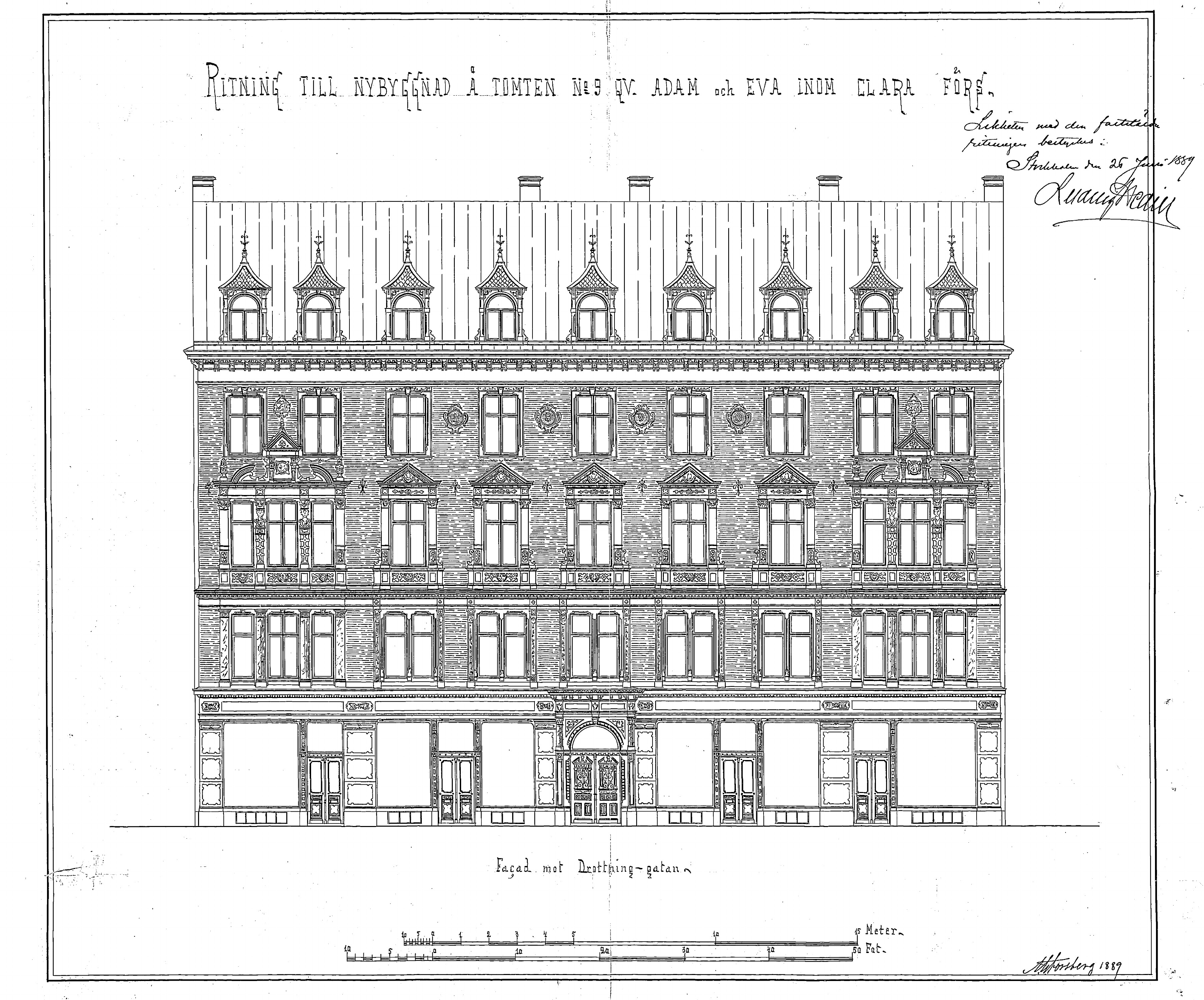
Drottninggatan 68, fasadritning, 1889.

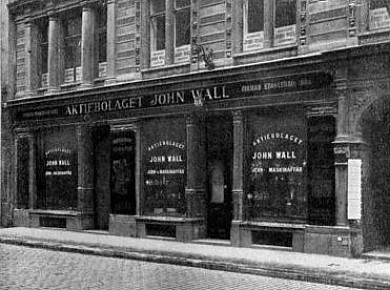
John Wall, Drottninggatan 68, 1900.

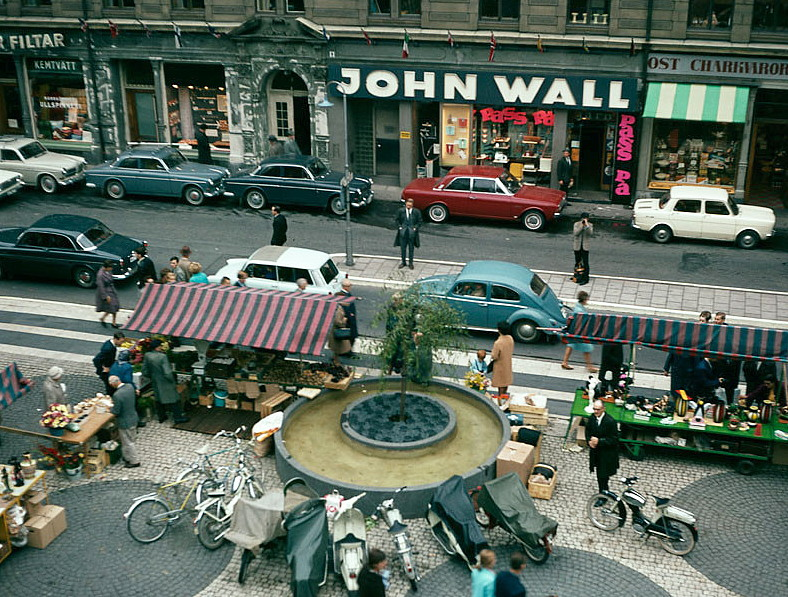
John Wall, Slöjdgatan 9, 1965.

Kvarteret och fastigheten har sitt namn efter två väderkvarnar som kallades Stora Adam och Lilla Eva vilka var kända sedan 1600-talet men försvann på 1860-talet. De stod dock inte i detta kvarter utan lite längre norrut, sydväst om Observatoriekullen.
Fastigheten Adam och Eva nr 17 (tidigare nr 9) uppfördes 1889–1891 efter ritningar av arkitekt Anders Gustaf Forsberg och ersatte då ett hus från 1863. Byggherre, tillika byggmästare, var Johan Bengtson som byggde ett stort antal hus i Stockholm där han ofta fungerade även som beställare. Fastigheten är bebyggd med ett gathus mot öster (Slöjdgatan 9) och ett mot väster (Drottninggatan 68) med en överbyggd innergård däremellan. 
Huset fick mot Drottninggatan fyra våningsplan och en takvåning. På bottenvåningen anordnades butikslokaler och bostäder däröver. Fasaden mot Drottninggatan utfördes i nyrenässans med ett för tiden nytt material: cementsten i gråröda nyanser. Fasadens talrika utsmyckningar består av förtillverkade ornament och skulpturer i konststen. Bottenvåningens skyltfönster omgavs ursprungligen av gjutjärnspelare. Mot Slöjdgatan fick huset till en början tre våningsplan som höjdes 1898 med en våning till fyra. Fasadgestaltningen är något enklare och har inslag av rött fasadtegel.
Interiören i entrén nr 68 var påkostad med bland annat trappor och räcken i gjutjärn samt trappsteg av vit marmor. Golv och vilplan var av mönsterlagda marmorplattor i rött och vitt. En takfris med sköldar visande olika byggmästarinspirerade yrkessymboler som hammare, murslev, vinkelhake och passare samt yxa och hyvel. Till bostäderna ledde höga, rikt ornerade dörrar med gotiserande överstycken.
Trapphusfönstren hade glasmålerier utförda av Stockholms Glasmåleri Neumann & Vogel visande porträtt av kända svenskar från äldre tider, bland dem John Ericsson. Intill målades tänkespråk som Godt namn är bästa arf och Lydnad gör trefnad. För de boendens bekvämlighet fanns redan från början en hiss. I samband med en byggnadsinventering 1972 konstaterades att Walls kontorsvåning i stor utsträckning bevarade den ursprungliga fasta inredningen. 
Bland de första hyresgästerna fanns John Walls järnaffär som 1890 flyttade sin verksamhet från grannhuset Hötorget 11 (nuvarande Slöjdgatan 11) där företaget grundats 1865. År 1898 utvidgades John Walls verksamhet med en maskin- och verktygsavdelning som inrättades i samma fastighet dock med egen entré från Drottninggatan 68. Inne i huset fanns en förbindelse mellan de båda avdelningarna. Affärslokalerna moderniserades av John Wall i omgångar och inrymde utöver de båda butikerna också företagets kontorsrum och ledning. 1916 förvärvade bolaget även själva fastigheten  som därefter kom att kallas John Wall-huset eller John Wall-fastigheten. Ännu på 1970-talet ägdes Adam och Eva nr 9 (nuvarande nr 17) av Walls Fastighets AB.

## Branden 1990

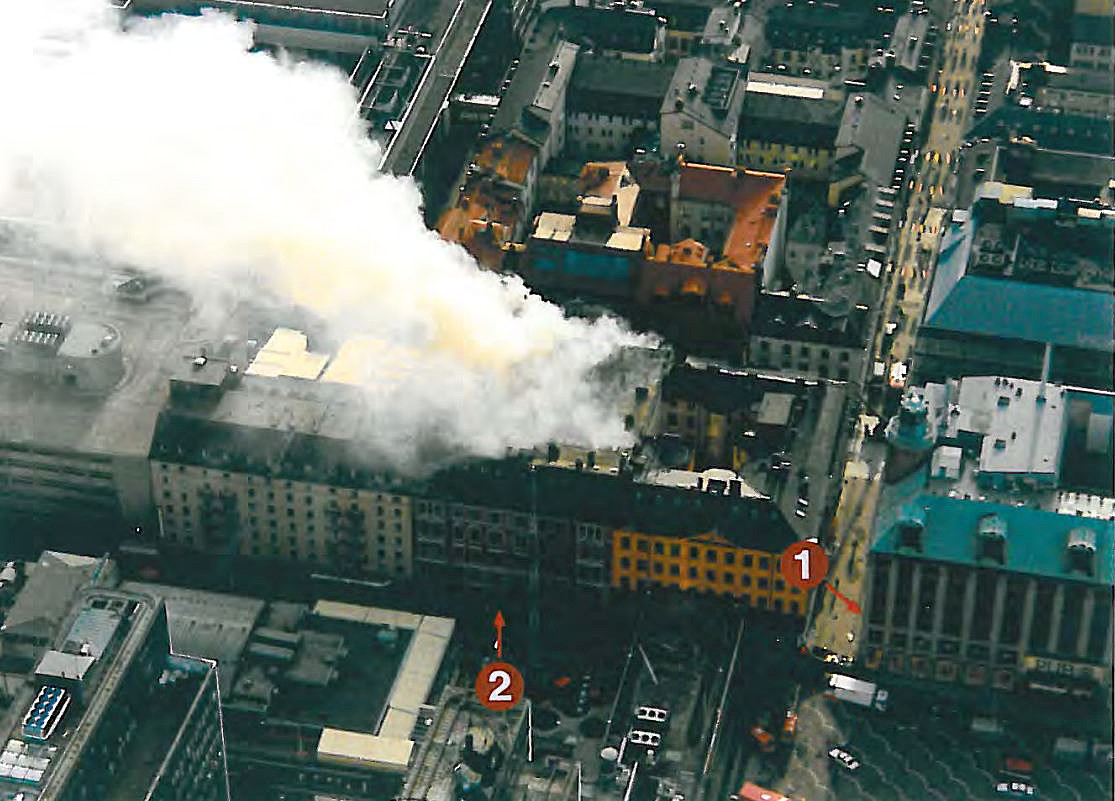
John Walls brand, september 1990.

Den 27 september 1990 utbröt en storbrand i John Walls lokaler som förstörde den anrika järnhandeln och en stor del av bebyggelsen. En första insatsstyrka från Johannes brandstation hade larmats genom fastighetens automatiska brandlarmsystem klockan fem på morgonen. Branden bekämpades under fyra dagar och föranledde omfattande insatser från sex brandstationer med som mest omkring 70 brandmän. De svåraste skadorna fick fastighetsdelen mot Drottninggatan medan lokalerna mot Slöjdgatan blev rök- och vattenskadade. Enligt en sammanfattande bedömning förelåg "en uttalad risk för ras av kvarvarande träbjälklag, tegelväggar samt brandmuren mot norr". För att kunna utföra en brandplatsundersökning revs de instabila byggnadsdelarna.
Enligt Statens haverikommission gick brandorsaken inte att fastställa, men fel i elsystemet eller en elektrisk apparat kunde inte uteslutas. Att branden blev så omfattande förklarades med att brandgaserna inte kunde vädras ut i tillräcklig omfattning vilket ledde till att temperaturen i huset successivt steg. Det gjorde att gasolbehållare i butikslokalen mot Drottninggatan exploderade vilket tvingade räddningstjänsten till angrepp enbart utifrån. Under branden träffades en brandman i huvudet av en nedfallande tegelsten och två hyresgäster fick lättare rökskador. Den materiella skadan uppgick till cirka 100 miljoner kronor.

## Ombyggnad
Efter branden kvarstod i princip fasaderna, delar av trapphuset mot väster och delar av byggnaden mot öster. De kulturhistoriskt värdefulla fasaderna behölls och bakom dem byggdes en ny köpgalleria som i november 1992 invigdes under namnet Adam & Eva Galleria. Beställare för gallerian var Fastighets AB Brogatan som anlitade FFNS som arkitekt. John Wall fick inte plats i den nya gallerian utan flyttade runt inom varuhuset PUB:s lokaler. År 2006 övertog klädkedjan Zara Adam & Eva Galleria som största hyresgäst och invigde därmed även sin största butik i Norden. Fastigheten ägs för närvarande (2019) av Atrium Ljungberg.

## Nutida bilder

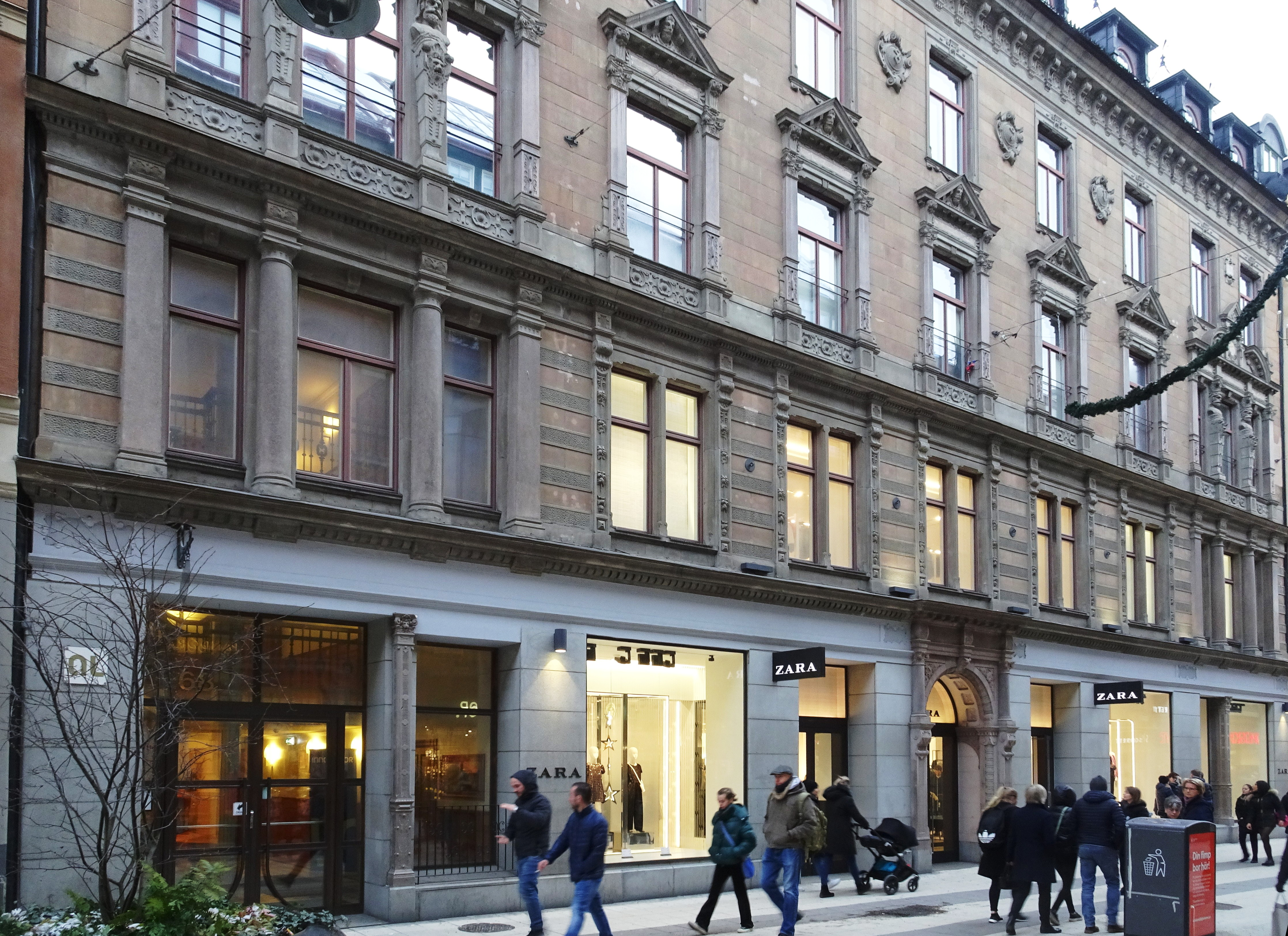
Drottninggatan 68.
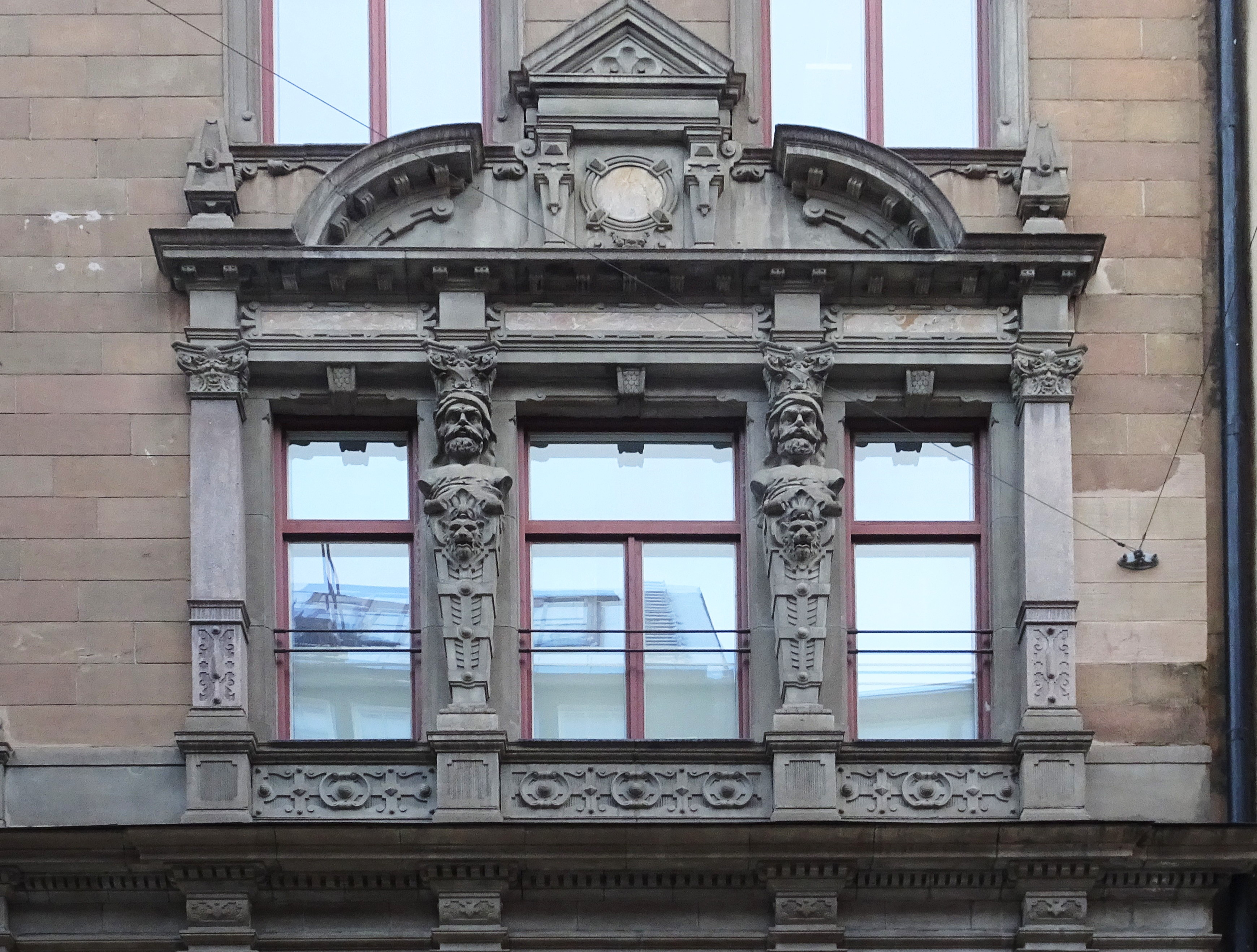
Drottninggatan 68.
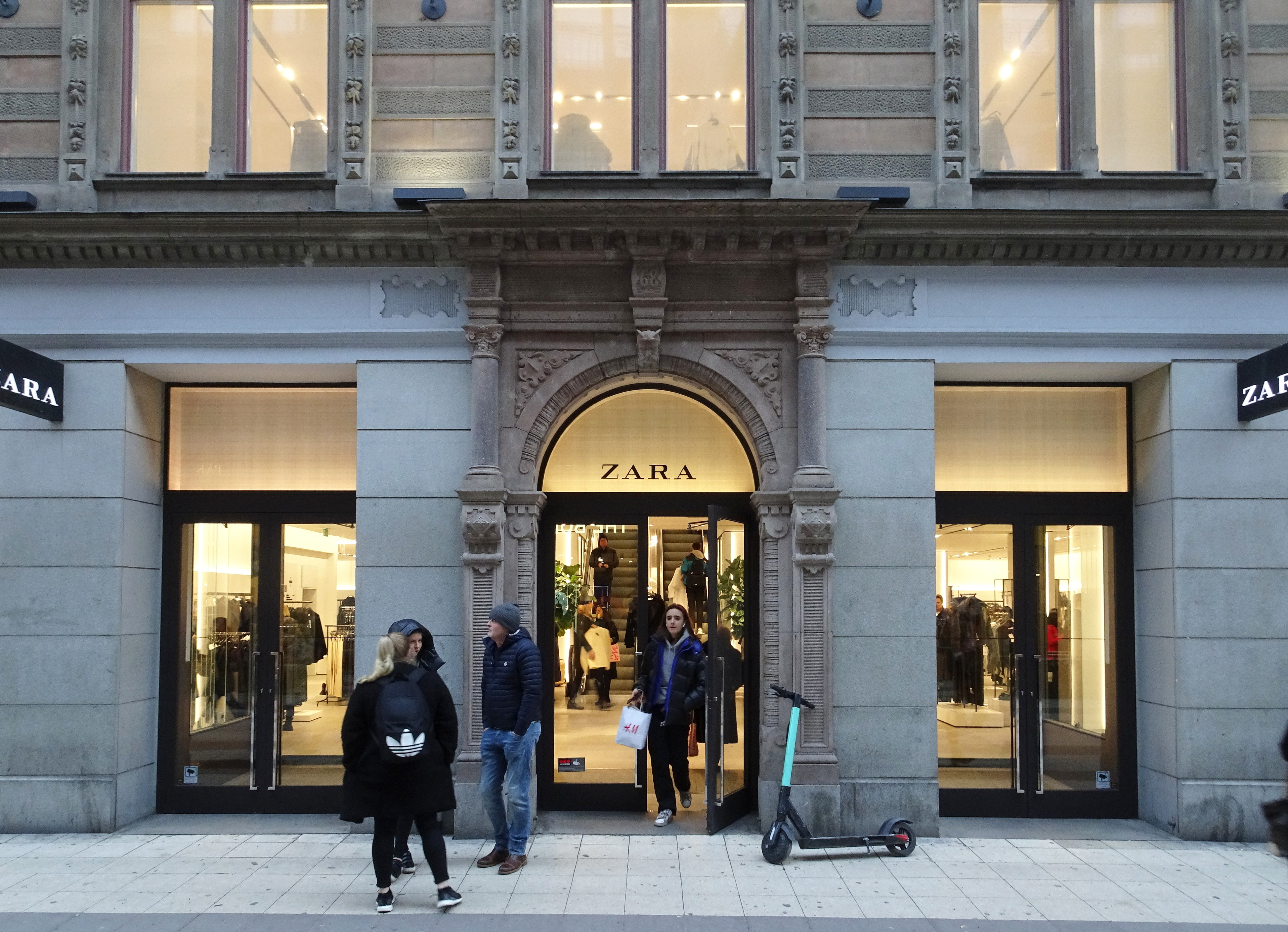
Drottninggatan 68.
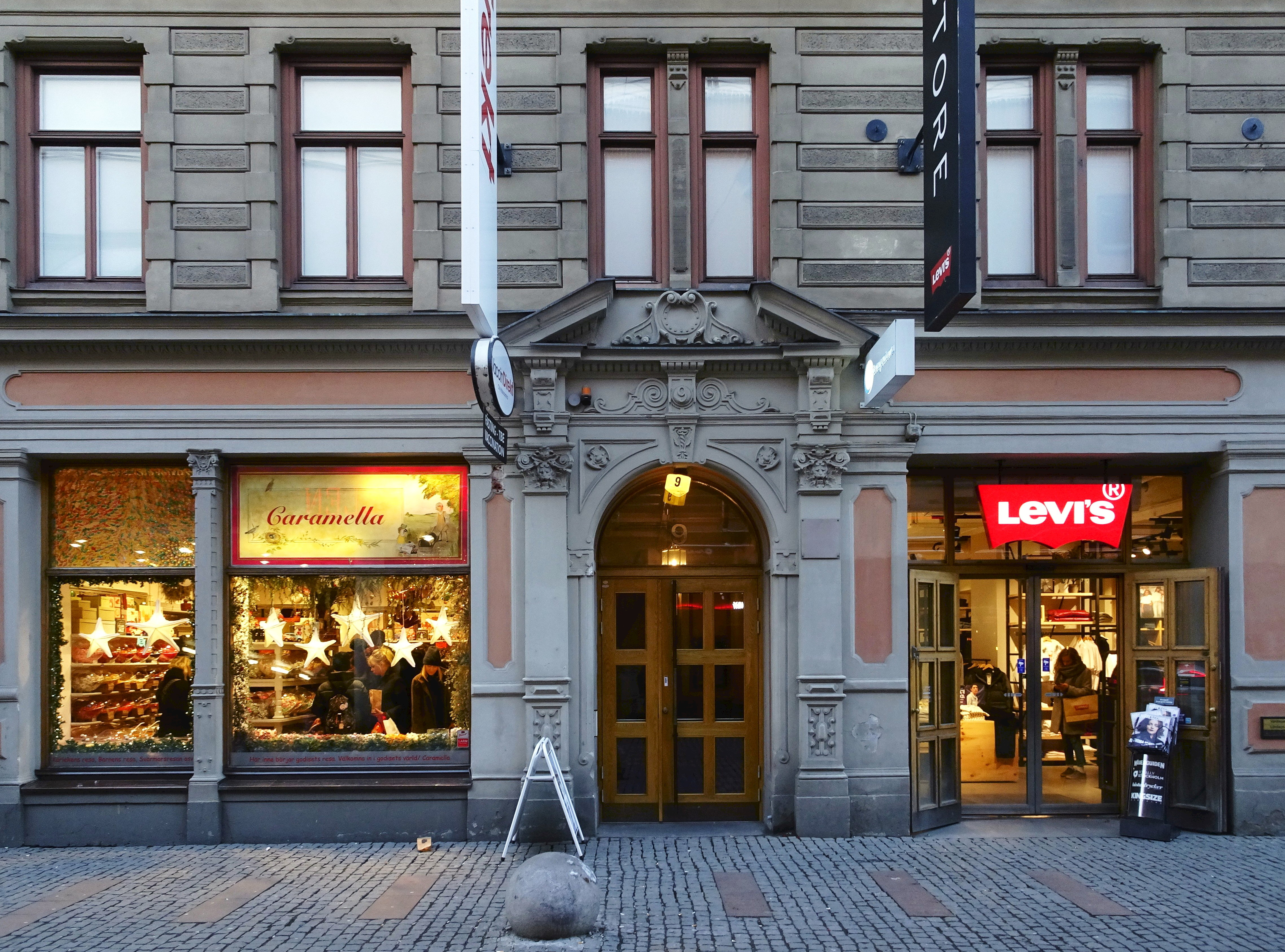
Slöjdgatan 9.
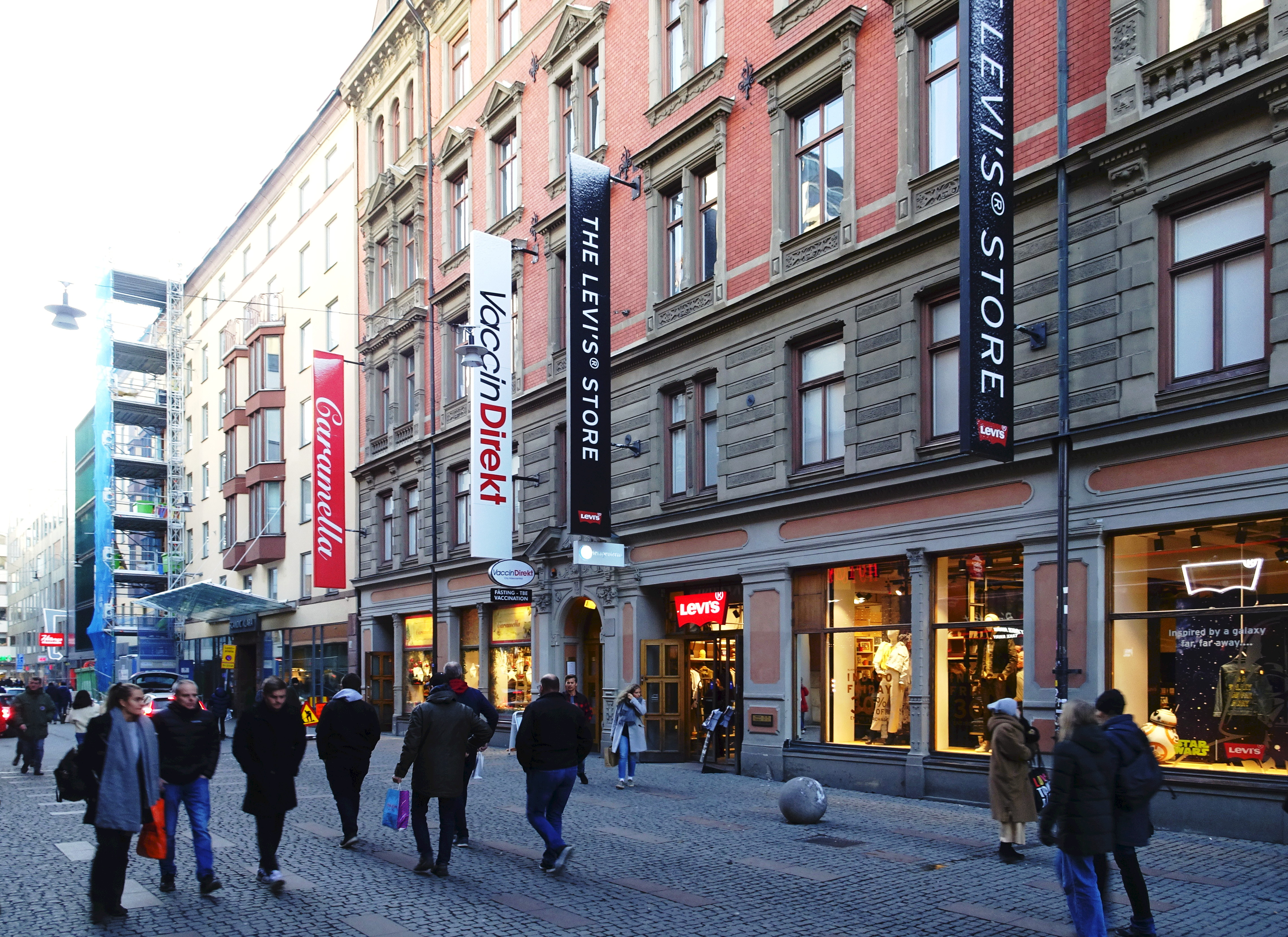
Slöjdgatan 9.